# Ruth Weijden
Ruth Augusta Weijden, född Gustafsson 20 juli 1889 i Sankt Nikolai församling i Stockholm, död 27 juni 1956 i Stockholm, var en svensk skådespelare.
Ruth Weijden filmdebuterade 1913 i Victor Sjöströms Ingeborg Holm. Under sin karriär medverkade hon i knappt 40 filmproduktioner. 
Hon var gift med skådespelaren Tor Weijden åren 1915–1920 och därefter med köpmannen Nils Wiklund. Ruth Weijen är begravd på Sandsborgskyrkogården i Stockholm.

## Filmografi i urval
- 1913 – Ingeborg Holm
- 1914 – Bröderna
- 1920 – Karin Ingmarsdotter
- 1923 – Gamla gatans karneval
- 1928 – Synd
- 1929 – Konstgjorda Svensson
- 1930 – Ulla, min Ulla
- 1932 – Hans livs match
- 1933 – En melodi om våren
- 1933 – Giftasvuxna döttrar
- 1933 – Lördagskvällar
- 1934 – Eva går ombord
- 1934 – Anderssonskans Kalle
- 1934 – Hon eller ingen
- 1935 – Ebberöds bank
- 1935 – Flickor på fabrik
- 1935 – Flickornas Alfred
- 1935 – Äktenskapsleken
- 1935 – Smålänningar
- 1935 – Kanske en gentleman
- 1935 – Ungdom av idag
- 1936 – Ä' vi gifta?
- 1937 – Klart till drabbning
- 1937 – En sjöman går iland
- 1938 – Storm över skären
- 1938 – Milly, Maria och jag
- 1938 – Vi som går scenvägen
- 1938 – Goda vänner och trogna grannar
- 1940 – Romans
- 1940 – Alle man på post
- 1942 – En trallande jänta
- 1943 – Kajan går till sjöss
- 1943 – En flicka för mej
- 1943 – Kungsgatan
- 1943 – Prästen som slog knockout
- 1944 – Nyordning på Sjögårda
- 1944 – Räkna de lyckliga stunderna blott
- 1944 – En dotter född
- 1944 – Skogen är vår arvedel
- 1945 – Den allvarsamma leken
- 1945 – Svarta rosor
- 1947 – Jag älskar dig, Karlsson!
- 1947 – Konsten att älska
- 1948 – Var sin väg
- 1949 – Hin och smålänningen
- 1950 – Två trappor över gården

## Teater

### Roller (ej komplett)
| År   | Roll                          | Produktion                                                          | Regi                    | Teater                                               |
| ---- | ----------------------------- | ------------------------------------------------------------------- | ----------------------- | ---------------------------------------------------- |
| 1921 | Medverkande                   | Vart ska vi annars gå, revy Karl Gerhard                            |                         | Folkteatern Flyttad till Mosebacketeatern            |
| 1925 | Bondens hustru                | En piga bland pigor Ernst Fastbom                                   | Axel Hultman            | Vanadislundens friluftsteater                        |
| 1925 |                               | Öregrund-Östhammar Selfrid Kinmansson                               | Axel Hultman            | Vanadislundens friluftsteater                        |
| 1928 |                               | Österlunds Hanna Frans Hedberg                                      | Hjalmar Peters          | Tantolundens friluftsteater                          |
| 1928 | Mathilda, kanslirådets hustru | Hurra! En pojke! Franz Arnold och Ernst Bach                        | Sigurd Wallén           | Södra Teatern                                        |
| 1928 | Mrs Wimbleton                 | Spindeln Fulton Oursler och Lowell Brentano                         |                         | Södra Teatern                                        |
| 1932 | Lina Karlsson                 | Jag gifta mig – aldrig Ernst Fastbom                                | Ernst Fastbom           | Folkets hus teater                                   |
| 1932 |                               | Skomakarmiljonären Ernst Leander Berger                             | Ernst Leander Berger    | Folkets hus teater                                   |
| 1932 | Angie Van Alstyne             | Boxare James Gleason och Richard Taber                              | Oscar Lund              | Folkteatern                                          |
| 1932 |                               | Nicklasson & Co. Ernst Berge                                        | Ludde Gentzel           | Vanadislundens friluftsteater                        |
| 1932 |                               | Vi som går köksvägen Gösta Stevens                                  | Nils Lundell            | Södra Teatern                                        |
| 1933 |                               | Charleys tant Brandon Thomas                                        |                         | Folkteatern                                          |
| 1933 |                               | Frans Fransson och son Ernst Berge                                  | Thor Modéen             | Vanadislundens friluftsteater                        |
| 1933 |                               | Den tappre soldaten Schwejk Jaroslav Hašek                          | Oscar Winge             | Södra Teatern                                        |
| 1934 |                               | Johannis i Lillegår'n Gideon Wahlberg                               | Gideon Wahlberg         | Tantolundens friluftsteater                          |
| 1935 | Fröken Hodge                  | Han, hon och han Noël Coward                                        | Ragnar Arvedson         | Blancheteatern                                       |
| 1935 |                               | Grabbarna i 57:an Gideon Wahlberg                                   |                         | Tantolundens friluftsteater                          |
| 1935 | Trotjänarinnan                | Flickan i frack Hjalmar Bergman                                     | Per Lindberg Karl Kinch | Vasateatern                                          |
| 1936 | Agatha                        | De oskyldiga Lillian Hellman                                        | Harry Roeck-Hansen      | Blancheteatern                                       |
| 1938 |                               | Kärlek och cirkus Gideon Wahlberg                                   | Gideon Wahlberg         | Tantolundens friluftsteater                          |
| 1939 |                               | Kärlek och guldfeber Gideon Wahlberg                                |                         | Tantolundens friluftsteater/ Odeonteatern, Stockholm |
| 1939 |                               | Don Juan i 7:an Gideon Wahlberg                                     | Gideon Wahlberg         | Odeonteatern, Stockholm                              |
| 1939 |                               | Kärlek och landstorm Gideon Wahlberg och Walter Stenström           | Gideon Wahlberg         | Odeonteatern, Stockholm                              |
| 1940 | Grannfrun                     | Familjen Larsson Sigge Fischer                                      |                         | Odeonteatern, Stockholm                              |
| 1940 | Medverkande                   | Strax lite varmare, revy Gideon Wahlberg, Ch. Henry och Einar Molin | Gideon Wahlberg         | Odeonteatern, Stockholm                              |
| 1940 |                               | De tre malajerna Gideon Wahlberg                                    |                         | Tantolundens friluftsteater                          |
| 1941 |                               | Söders tyrolare Gideon Wahlberg                                     | Gideon Wahlberg         | Tantolundens friluftsteater                          |
| 1941 |                               | Äventyr på fotvandring Jens Christian Hostrup                       | Nils Johannisson        | Riksteatern                                          |